# Intragruppo
Intragruppo è il termine con cui in psicologia sociale si intende tutto ciò che avviene all'interno di un gruppo riconosciuto o riconoscibile come tale, e cioè che risponda ai requisiti minimi di entità a cui si fa riferimento con il termine gruppo.

## Connotazione
Questi  i requisiti minimi che connotano un gruppo come tale sono:
- che vi sia una relazione comune tra i componenti di una certa aggregazione di esseri umani, cioè che tutti i membri possano citare qualcosa che possiedono loro e possiedono anche tutti gli altri membri di quel determinato aggregato;
- il perseguimento di un obiettivo comune, che obbliga gli appartenenti al gruppo al coordinamento e all'interazione delle proprie azioni per il raggiungimento dell'obiettivo medesimo;
- la consapevolezza dei membri di un gruppo di farne parte, con la ricaduta di quel tipo di qualità sociale sulla loro identità individuale;
- riconoscimento di altri membri esterni al gruppo ai membri di quel gruppo come tali, cioè di far parte di quel determinato gruppo, il quale a sua volta deve essere percepito esternamente come unità, come corpo unico a sé stante (entitatività);
- connotazione positiva legata all'appartenenza a quel gruppo, la cui adesione è libera e di natura "non coercitiva e ricreativa".

Tutto ciò che avviene all'interno di un gruppo che risponde alle caratteristiche sopra citate viene quindi definito intragruppo.